# Еміліо Барзіні
Дон Еміліо Барзіні (італ. Emilio Barzini) — персонаж роману Маріо П'юзо «Хрещений батько», глава однієї з п'яти нью-йоркських сімей, основний суперник дона Віто Корлеоне в боротьбі за першість у злочинному світі.

## Роман
У романі Маріо П'юзо Барзіні постає сірим кардиналом, главою одного з найвпливовіших мафіозних кланів США. Однією з причин війни п'яти родин Нью-Йорка стають наркотики, річ, що приходить у Новий Світ. На відміну від старомодного Віто Корлеоне, Барзіні приймає наркотики як неминучість, і намагається організувати цей новий і величезний бізнес. Він підтримує основного провідника «білого порошку» в Америку Віргіліо Солоццо і його патрона дона Філіпа Татталья в боротьбі проти Корлеоне, і практично виграє війну.
За допомогою одного з капореджиме сім'ї Корлеоне, Сальваторе Тессіо, Еміліо Барзіні організовує зустріч із Майклом Корлеоне, на якій збирається вбити Майкла. Однак молодший син Корлеоне виявляється завбачливішим за свого суперника. Людина Корлеоне (Альберто Нері) під виглядом поліціянта розстрілює Барзіні та його людей, ознаменувавши перемогу сім'ї Корлеоне над іншими сім'ями Нью-Йорка в кривавій війні.

## Фільм
У фільмі Копполи Барзіні драматично застрелений на сходах будівлі Верховного Суду Нью-Йорка бійцем Майкла Корлеоне Альберто Нері. Роль дона Еміліо Барзіні виконав Річард Конте.

## Прототип
Найімовірнішим прототипом дона Барзіні є Карло Ґамбіно — глава однієї з нью-йоркських родин, який виступав проти Джо Бонанно — реального прототипу Віто Корлеоне. Його бажання взяти під повний контроль нью-йоркську мафію натхненне Віто Дженовезе, який здійснив аналогічну спробу в 1950-х роках, що закінчилася зустріччю в Апалачині.